# Evangelical Mennonite Conference
Die Evangelical Mennonite Conference (zu deutsch: Evangelisch-Mennonitische Konferenz) ist eine mennonitische Kirche in Kanada.

## Geschichte

### Anfänge im Russischen Reich
Die Evangelical Mennonite Conference geht auf die im Jahr 1812 in der Kolonie Molotschna in der heutigen Ukraine von Klaas Reimer gegründete Kleine Gemeinde zurück. Mit ihrer Gründung verband sich vor allem eine Kritik an den etablierten Gemeinden der russlanddeutschen Mennoniten. Die neue Bewegung sah sich in der Linie der frühen Täufer und betonte stärker moralische Aspekte und Prinzipien wie die Gewaltfreiheit. In vielen Punkten zeigten sich Parallelen mit den später ebenfalls in der Ukraine entstandenen Mennonitischen Brüdergemeinden.

### Auswanderung nach Nordamerika
Im Jahr 1874 wanderte die Gemeinschaft schließlich nahezu geschlossen nach Nordamerika aus. Der konservativere Teil siedelte sich im kanadischen Manitoba an, der liberalere Teil jedoch im US-amerikanischen Nebraska an. Beide standen jedoch bald unter dem Einfluss anderer mennonitischer Bewegungen wie den Mennonitischen Brüdergemeinden und der vom pennsylvaniadeutschen Prediger John Holdeman gegründeten Church of God in Christ, Mennonite. Der US-amerikanische Teil wanderte zum großen Teil nach Kansas weiter und trennte sich bald von der Kleinen Gemeinde. Später traten etliche Mitglieder zur Kirche des Ältesten John Holdeman (Church of God in Christ, Mennonite) über.

### Auswanderung der Traditionalisten nach Lateinamerika
Im Jahre 1948 wanderten konservative Mitglieder der Kleinen Gemeinde von Kanada nach Mexiko aus und gründeten die Quellenkolonie (Los Jagueyes) etwa 100 km nördlich von Cuauhtémoc, im Bundesstaat Chihuahua in Mexico. Von Mexiko wanderten dann Gruppen nach Belize und Bolivien weiter, andere kehrten nach Nova Scotia in Kanada zurück. Dem radikalen Wandel in Kanada widersetzten sie sich und behielten auch den alten Namen Kleine Gemeinde bei. 

### Anglizierung und Öffnung für den Evangelikalismus in Kanada und den USA
Bereits in den 1930er begann in Kanada eine zunehmende Assimilierung an die Mehrheitsgesellschaft und an den evangelikalen Mainstream. Mit der Auswanderung konservativerer Gemeindegruppen 1948 begann ein kultureller Wandel in Richtung des anglizierten nordamerikanischen Protestantismus bei den verbleibenden Gemeinden in Kanada. Evangelikale Gemeinde- und Gottesdienstformen wurden übernommen und im Jahr 1952 wurde der Name in Evangelical Mennonite Church geändert. 1959/60 wurde der Name nochmals in Evangelical Mennonite Conference geändert. Der Gemeindeverband ist heute nahezu vollständig angliziert, ohne jedoch den Kern täuferisch-mennonitischer Theologie aufgegeben zu haben. Die EMC ist stark missionarisch engagiert und hat inzwischen auch Mitglieder unter der indigenen Bevölkerung gewonnen. Im Jahr 2012 feierte die Evangelical Mennonite Conference das zweihundertjähriges Bestehen ihrer Strömung.

## Heutige Situation
Die Evangelical Mennonite Conference besteht heute aus etwa 7.200 Mitgliedern und 60 lokalen Kirchengemeinden in mehreren kanadischen Bundesstaaten. Der Gemeindeverband ist stark missionarisch engagiert und ist Mitglied des kanadischen Zweiges der Weltweiten Evangelischen Allianz (Evangelical Fellowship of Canada), der Mennonitischen Weltkonferenz und des Mennonite Central Committee.